# Сможанка
Сможанка (укр. Сможанка) — река в Стрыйском районе Львовской области Украины. Правый приток реки Стрый (бассейн Днестра).
Длина реки 14 км, площадь бассейна 77,6 км². Типично горная река. Долина в основном узкая и глубокая. Пойма во многих местах односторонняя. Русло слабоизвилистое. Дно каменистое, с многочисленными перекатами.
Берёт начало южнее села Нагорное. Течёт в пределах Стрийской-Санской Верховины преимущественно на запад (местами — на северо-запад). Впадает в Стрый в восточной части села Матков.
Притоки: Красный, Краснянка (правые); Бахонский (левый).
На реке расположены сёла Нагорное, Долиновка, Сможе.